# Dragon Ball Z: Budokai Tenkaichi 3
Dragon Ball Z: Budokai Tenkaichi 3 (Japans: ドラゴンボールZ; Sparking! METEOR, Doragon Bōru Zetto Supākingu! Meteo) is een computerspel dat werd ontwikkel door Spike en Namco Bandai en gepubliceerd door Atari. Het spel kwam in 2007 uit voor de Wii en de PlayStation 2 en is het vervolg op Dragon Ball Z: Budokai Tenkaichi 2.

## Gameplay
De Wii-versie van het spel bevat een online-multiplayer-modus. Omdat de PlayStation 2-versie geen online modus heeft, heeft Spike een nieuw "Disc Fusion System" erin gestopt. Als de speler een cd van Dragon Ball Z: Budokai Tenkaichi of Budokai Tenkaichi 2 erin stopt, krijgt hij een nieuwe modus genaamd "Ultimate Battle" (of in het geval van Tenkaichi 2 krijgt hij Ultimate Battle Z), waarin het de bedoeling is honderd vijanden te verslaan.

### Nieuwe gameplay-elementen
- Blast Combo - Spelers kunnen hun tegenstanders in de lucht schoppen en daarna nog een keer aanvallen door achter de tegenstanders te teleporteren.
- Sonic Sway - Een techniek dat gebruikt wordt om slagen of schoppen van de tegenstander te ontwijken.
- Z-Counter - Dit is een vaardigheid om tegenaanvallen te doen door snel achter de vijand te teleporteren.
- Z-Burst Dash - Een verbeterde versie van de dash-aanval van de vorige games, deze keer kan de speler zigzaggen om aanvallen te ontwijken of om de vijand te verrassen.
- Door de toevoeging van een nieuwe Battle Replay-modus kunnen spelers kunnen nu hun gevechten nakijken. Wanneer de speler een gevecht opnieuw bekijkt is er een keuze uit verschillende camera's.

## Extra's

### PS2-versie
Deze versie bevat een Disc-fusionsysteem. Spelers die Dragon Ball Z: Budokai Tenkaichi en Dragon Ball Z: Budokai Tenkaichi 2 hebben die kunnen extra spelmodus bevatten. De extra spelmodus zal zijn Ultimate Battle waar de speler 100 vijanden moet verslaan en Course Battle als survival battle.

### Wii-versie
Deze versie zal een online multiplayer bevatten via Nintendo-wifi. Er zullen zes verschillende modi in de online functie zitten. Hieronder de lijst:
- Custom Battle: Vechten met een zelf gecreëerde personage.
- Normal Battle: Vechten met een personage zonder opgevoerde krachten.
- Friend Battle: Vechten tegen een vriend van de speler met behulp van Friend Codes.
- Ranking Battle: Vechten voor de eerste plaats.
- Ranking: Hier kan de speler de lijst zien hoeveelste de speler staat op de Ranking lijst.
- Shop: Hier kan de speler voorwerpen kopen en ruilen met andere mensen.

## Personages
Hieronder de lijst van de personages:
| Terugkerende personages | Terugkerende personages | Terugkerende personages | Terugkerende personages | Terugkerende personages | Terugkerende personages |
| --- | --- | --- | ----------------------- | ----------------------- | ----------------------- |
| - Goku - Kid Goku - Kid Gohan - Teen Gohan - Gohan - Vegeta - Vegeto - Gogeta - Trunks - Goten - Gotenks - Krillin - Yajirobe - Piccolo - Yamcha - Tien - Master Roshi - Chiaotzu | - Grandpa Gohan - Videl - Hercule - Frieza - Captain Ginyu - Recoome - Burter - Guldo - Jeice - Cell - Android 16 - Android 17 - Android 18 - Android 19 - Android 20 / Dr. Gero - Bardock - Android 13 - Bojack - Zangya - Hirudegarn - Raditz - Saibamen | - Nappa - Broly - Majin Buu - Evil Buu - Super Buu - Kid Buu - Dabura - Cooler - Meta-Cooler - Pikkon - Cui - Oob - Syn Shenron - Baby-Vegeta - Tapion - Supreme Kai - Appule - Turles - Salza - Zarbon - Dodoria - Frieza Soldier |                         |                         |                         |
| Nieuwe personages | | |                         |                         |                         |
| - King Vegeta - King Cold - Future Gohan - Dr. Wheelo - Kid Chi-Chi - General Blue                                                                                                | - Nail - Babidi - Nova Shenron - Tambourine - Android 8 - Arale | - Spopovich - Fasha - Nam - Akkuman |                         |                         |                         |

## Ontvangst
| Beoordeeld door    | Jaar | Platform      | Score |
| ------------------ | ---- | ------------- | ----- |
| Game Chronicles    | 2007 | PlayStation 2 | 85%   |
| Daily Game         | 2007 | PlayStation 2 | 80%   |
| IGN                | 2007 | PlayStation 2 | 80%   |
| IGN                | 2007 | Wii           | 80%   |
| GameTrailers       | 2008 | Wii           | 76%   |
| GamingExcellence   | 2007 | PlayStation 2 | 74%   |
| NZGamer            | 2007 | PlayStation 2 | 70%   |
| GameSpy            | 2007 | Wii           | 70%   |
| GameSpy            | 2007 | PlayStation 2 | 70%   |
| Eurogamer.net (UK) | 2008 | Wii           | 5%    |

## Trivia
- Met 162 personages in het spel samen met 30 arena's heeft dit spel het grootste scala van speelbare personages bieden in de geschiedenis van de videogames.